# Alexis Rodríguez
Alexis Rodríguez, född 1978, är en kubansk brottare som tog OS-brons i supertungviktsbrottning i fristilsklassen 2000 i Sydney. Han deltog även i samma viktklass fyra år senare i Aten, och slutade på femte plats.